# Billboard Latin Music Awards

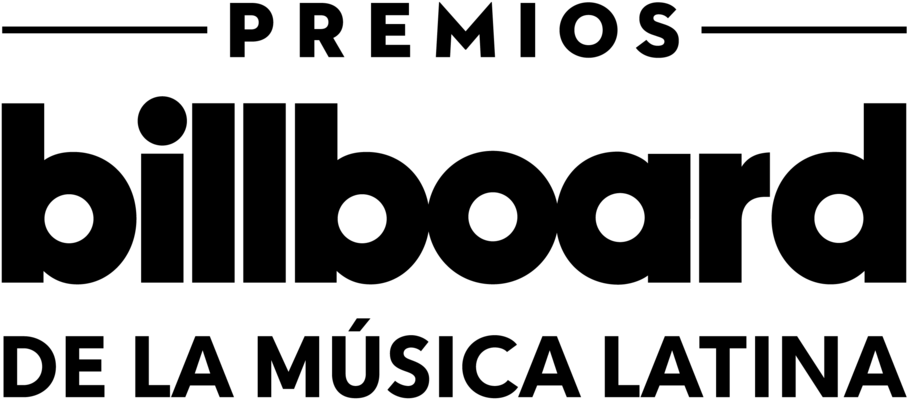
Billboard Latin Music Awards.

Les Billboard Latin Music Awards (Premios Billboard de la Música Latina en espagnol) sont une récompense musicale de la musique latine, décernée par le magazine Billboard.

## Cérémonies
- Billboard Latin Music Awards 2006
- Billboard Latin Music Awards 2005
- Billboard Latin Music Awards 2004